# Stadtbezirk 8 (Düsseldorf)
Der Stadtbezirk 8 ist einer von zehn Stadtbezirken der nordrhein-westfälischen Landeshauptstadt Düsseldorf. Er umfasst dabei die Stadtteile Eller, Lierenfeld, Unterbach und Vennhausen. Die Form der Stadtbezirke zur Gliederung der Stadt Düsseldorf wurde 1975 eingeführt. Der Sitz der Bezirksverwaltung befindet sich im Rathaus Eller.
Im Gegensatz zu anderen nordrhein-westfälischen Großstädten wie Köln oder Duisburg verfügen die Stadtbezirke in Düsseldorf nicht über Eigennamen, sondern werden lediglich mit einer Ziffer bezeichnet.
Neben den eher dicht bebauten Stadtteilen Eller, Lierenfeld und Vennhausen ist der Stadtteil Unterbach geprägt vom gleichnamigen See. Bei warmen Temperaturen ist dieser ein beliebtes Ausflugsziel für Düsseldorfer und Bewohner der nahen Umgebung. Dort befinden sich zwei Strandbäder sowie ein Campingplatz.

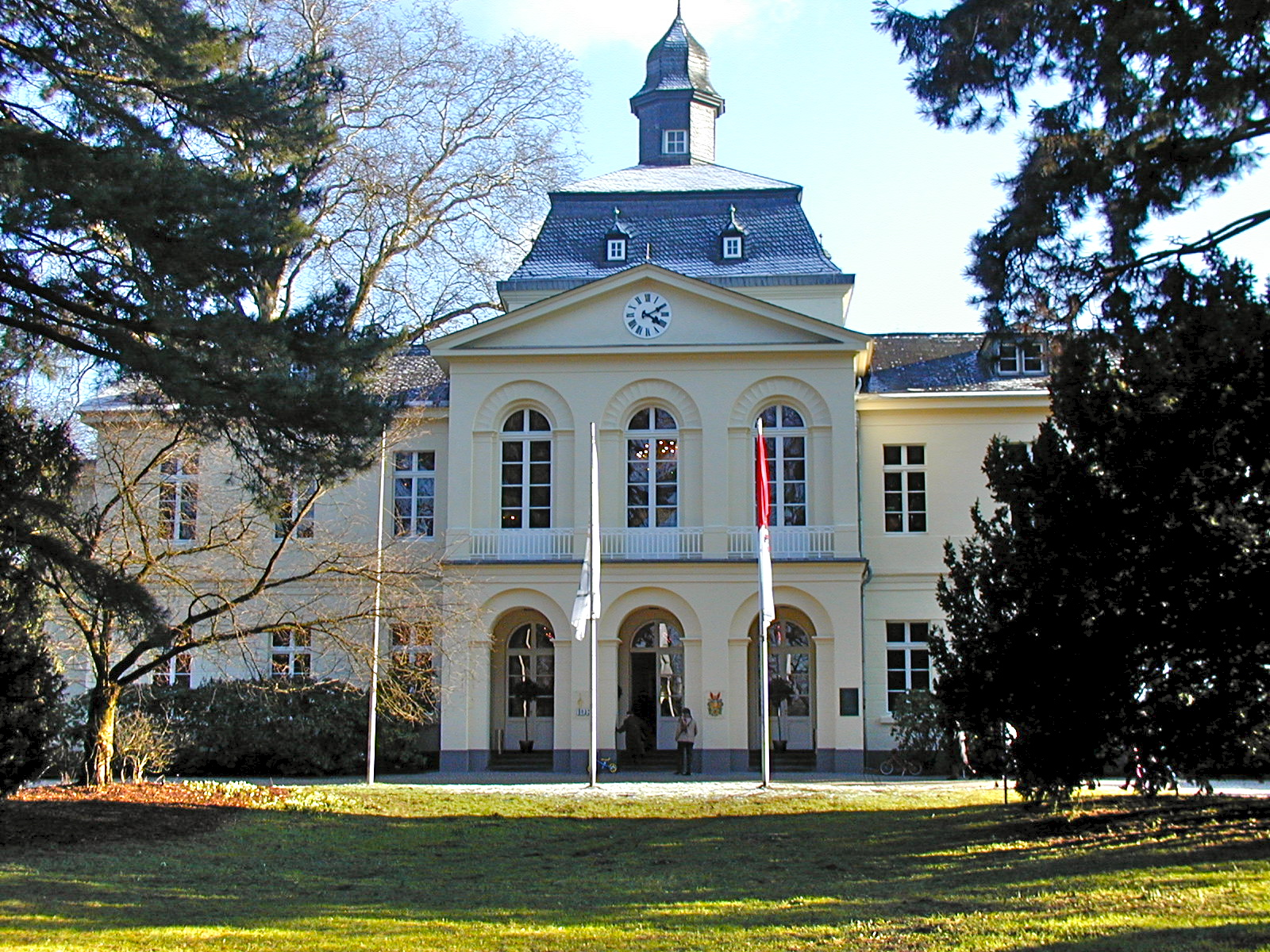
Schloss Eller
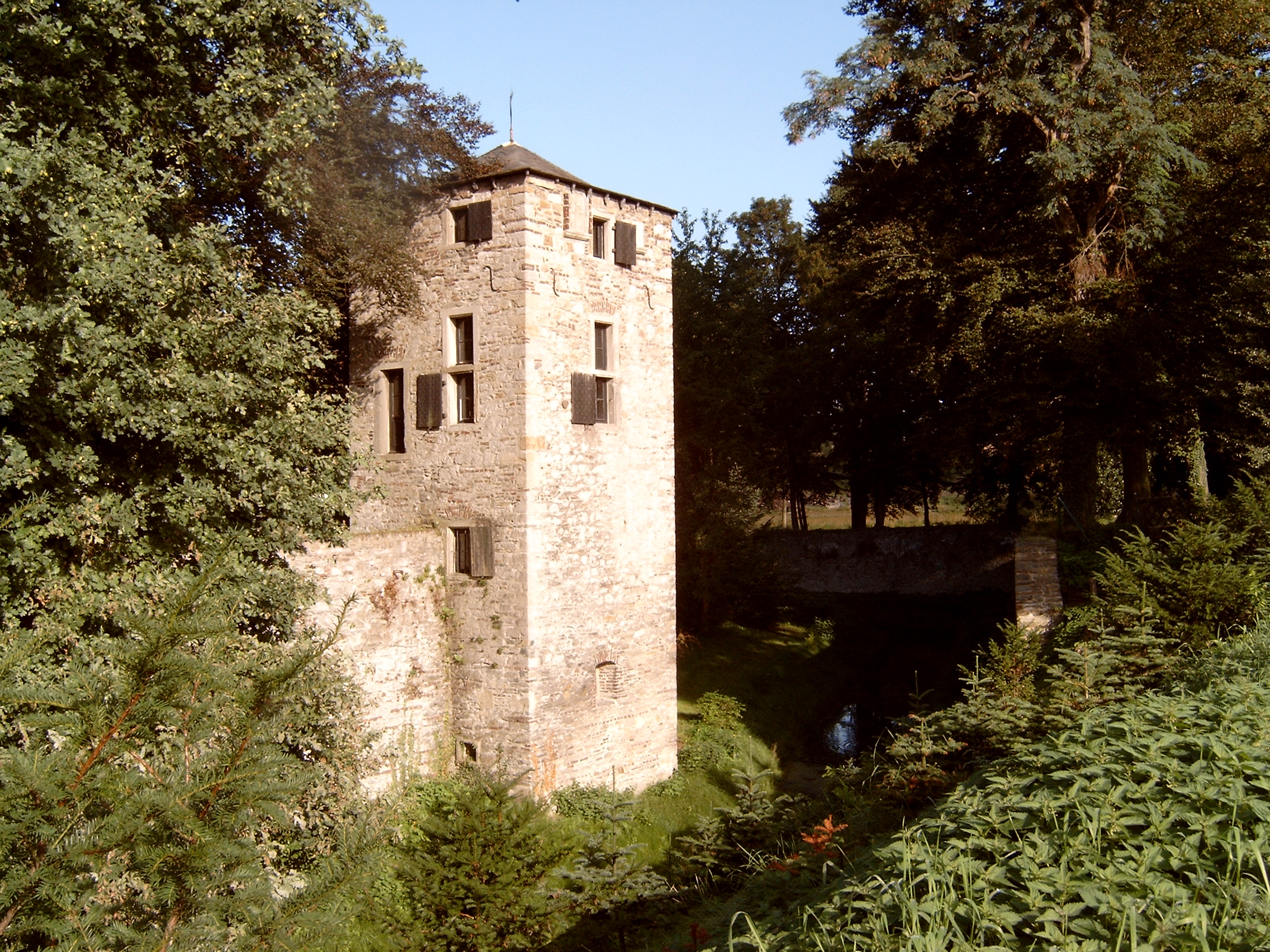
Haus Unterbach

## Politik
| Sitzverteilung in der Bezirksvertretung Stadtbezirk 8 Düsseldorf 2020Insgesamt 19 Sitze - Linke: 1 - SPD: 5 - Grüne: 4 - FW: 1 - CDU: 7 - FDP: 1 Bezirksvertretungswahl 2020in Prozent %403020100 34,525,422,47,35,32,92,1 CDUSPDGrüneFDPLinkeFWREPGewinne und Verlusteim Vergleich zu 2014 %p 12 10 8 6 4 2 0 −2 −4 −6 −8−10−12−14−2,1−13,5+11,9+3,5−0,7+0,5+0,2CDUSPDGrüneFDPLinkeFWREP |